# MCMXC a.D.
MCMXC a.D. — дебютный и самый популярный альбом проекта Enigma, вышедший в 1990 году. Достигнув позиции № 1 в 41 стране, он собрал 57 платиновых наград, включая тройную платину в США, где он оставался в рейтинге альбомов Billboard 200 в течение пяти лет.

## Об альбоме
Однозначным хитом стал первый сингл Sadeness (Part I), прежде всего благодаря удачной комбинации григорианских песнопений и звуков флейты (яп. «сякухати»). Альбом содержал также последующие, не менее популярные синглы Mea Culpa (Part II), Principles of Lust и The Rivers of Belief. Он был задуман как одна непрерывная композиция, поэтому в альбоме постоянно появляются схожие мотивы, григорианские песнопения и вокал Сандры Крету. Кроме того, изменения тона звучат схоже во всех композициях, два трека («Principles of Lust» и «Back to the Rivers of Belief») имеют одни и те же ударные и альбом заканчивается той же мелодией, что и начинается.
Из-за своей популярности альбом также выпускался на цифровых компакт-кассетах и мини-дисках. Полная видеоверсия, содержащая видеоряд для всех композиций альбома, доступна в форматах VHS, VideoCD и DVD.

## Отзывы критиков
Корреспондент NME назвал бит «Principles of Lust» (заимствованный у Soul II Soul и распространившийся на весь альбом), «избыточным», однако заключил, что музыка Enigma «может, и не прорывная, но в верном расположении духа может быть удивительно расслабляющей».
Рецензент The Village Voice выделил «мягкий электробит и григорианский туман» в «Sadeness (Part I)», но описал остальные песни как «диско-наполнители с недостаточно вульгарным содержанием». Брайан Бурк (Syracuse Herald-Journal) писал, что, как только новизна подхода Enigma проходит, ритмы, лежащие в основе песен, становятся раздражающе одинаковыми (за исключением «The Rivers of Belief»).

## Список композиций

### Оригинальный релиз
1. «The Voice of Enigma» (Curly M.C.) — 2:21
2. «Principles of Lust» — 11:43
A. «Sadeness» (Curly, F. Gregorian, David Fairstein)
B. «Find Love» (Curly)
C. «Sadeness (reprise)» (Curly, Gregorian, Fairstein)
3. «Callas Went Away» (Curly) — 4:27
4. «Mea Culpa» (Curly, Fairstein) — 5:03
5. «The Voice & The Snake» (Curly, Gregorian) — 1:39
6. «Knocking on Forbidden Doors» (Curly) — 4:31
7. «Back to the Rivers of Belief» — 10:32
A. «Way to Eternity» (Curly)
B. «Hallelujah» (Curly)
C. «The Rivers of Belief» (Curly, Fairstein)

### The Limited Edition
(Вышел в ноябре 1991 г., включает в себя помимо оригинального релиза по одному ремиксу с вышедших ранее синглов, плюс эксклюзивный ремикс на композицию The Rivers Of Belief.)
8. «Sadeness (Meditation)» (Curly, Gregorian, Fairstein) — 2:43
9. «Mea Culpa (Fading Shades)» (Curly, Fairstein) — 6:04
10. «Principles of Lust (Everlasting Lust)» (Curly) — 4:50
11. «The Rivers of Belief (The Returning Silence)» (Curly, Fairstein) — 7:04

### MCMXC a.D.with bonus disc
(Вышел в ноябре 1999 г., включает в себя оригинальный релиз, плюс дополнительный диск с ремиксами.)
1. «Sadeness — Part I (Meditation Mix)» (Curly, Fairstein) — 3:00
2. «Sadeness — Part I (Extended Trance Mix)» (Curly, Fairstein) — 5:01
3. «Sadeness — Part I (Violent U.S. Remix)» (Curly, Fairstein) — 5:03
4. «Mea Culpa — Part II (Fading Shades Mix)» (Curly, Fairstein) — 6:13
5. «Mea Culpa — Part II (Orthodox Version)» (Curly, Fairstein) — 4:00
6. «Mea Culpa — Part II (Catholic Version)» (Curly, Fairstein) — 3:55

## Синглы
| Название                          | Трек-лист | Награды              |
| --------------------------------- | --- | -------------------- |
| Sadeness (Part I) (01.10.1990)    | 1. Sadeness — Radio Edit (4:15) 2. Sadeness — Violent US Remix (4:56) 3. Sadeness — Extended Trance Mix (5:00) 4. Sadeness — Meditation Mix (3:00)                                 |                      |
| Mea Culpa (Part II) (18.02.1991)  | 1. Mea Culpa — Fading Shades Mix (6:13) 2. Mea Culpa — Orthodox Mix (4:00) 3. Mea Culpa — Catholic Version (3:53)                                                                  |                      |
| Principles Of Lust (03.06.1991)   | 1. Principles Of Lust — Radio Edit (3:25) 2. Principles Of Lust — Everlasting Lust Mix (5:25) 3. Principles Of Lust — Album Version (4:20) 4. Principles Of Lust — Jazz Mix (3:06) | - — 90 - — 29 - — 59 |
| The Rivers Of Belief (23.09.1991) | 1. The Rivers Of Belief — Radio Edit (4:24) 2. The Rivers Of Belief — Extended Version (7:49) 3. Knocking On Forbidden Doors (3:46)                                                | - — 37 - — 68        |

## Участники записи
- Мишель Крету (Curly M.C.) — продюсер, вокал
- Сандра Крету — вокал
- Давид Файрштейн — слова
- Луиза Стэнли — вокал
- Франк Петерсон (F. Gregorian) — продюсер

## Позиции в хит-парадах
Еженедельные чарты:
- Еврочарт — 1
- CRIA — х2 Платина
- Израиль — Золото
- Турция — Золото
- Бельгия — 1, Золото, Платина
- Бразилия — 1, х2 Платина
- Великобритания — 1, х3 Платина
- Венесуэла — 1
- Греция — 1, Серебро
- Испания — 1, х2 Платина
- Корея — 1, х4 Платина
- Малайзия — 1, х4 Платина
- Мексика — 1, х4 Платина
- Португалия — 1, Золото, Платина
- Сингапур — 1, Золото, х2 Платина
- Тайвань — 1, х4 Платина
- Франция — 1, Золото, х2Платина
- ЮАР — 1, Золото, Платина
- Австралия — 2, Золото, х3 Платина
- Новая Зеландия — 2, Золото
- Швейцария — 2, Золото, Платина
- Австрия — 3, Золото
- Германия — 3, х2 Платина
- Финляндия — 3
- Швеция — 3, Золото
- Италия — 4, х2 Платина
- Норвегия — 4, Серебро
- Нидерланды — 5, Платина
- США — 6, х4 Платина
- Аргентина — 7, Золото
- Дания — 7, Серебро
- Канада — 7, Золото, х2Платина
- Великобритания — 38 (1994 г.)
- Япония — 40
- Мировые продажи: 14 млн (1995 г.). Оценочные продажи: 25 млн.

Годовые чарты:
| Чарт (1991)                        | Позиция |
| ---------------------------------- | ------- |
| Великобритания (OCC)               | 34      |
| Новая Зеландия (Recorded Music NZ) | 11      |